# Myjaylo Fomenko
Myjaylo Ivanovych Fomenko (en ucraniano: Михайло Іванович Фоменко; Mala Rybytsia, Óblast de Sumy, 19 de septiembre de 1948-29 de abril de 2024) fue un futbolista internacional ucraniano que jugó en la posición de defensa, especialmente para el Dynamo Kiev, y la Selección de fútbol de la Unión Soviética. Desde 2012 hasta 2016 fue el entrenador de la Selección de fútbol de Ucrania, siendo sustituido en el cargo por Andriy Shevchenko.

## Trayectoria

### Como jugador
Fomenko comenzó su carrera como futbolista en 1965 en el FC Spartak Sumy. En 1970 se traslada al Zarya Voroshilovgrad y en 1972 al Dynamo Kiev, club con el cual logra en tres ocasiones el campeonato soviético y dos veces la Copa Soviética. En 1975 ganó con el Dynamo Kiev la Recopa de Europa en final ante el Ferencváros TC y la Supercopa de Europa. De 1972 a 1976 Fomenko fue internacional con la Selección de fútbol de la Unión Soviética, en la cual disputó 24 partidos, conquistando la medalla de bronce en los Juegos Olímpicos de Montreal 1976. En 1979, tuvo que poner fin anticipadamente a su carrera como futbolista debido a una lesión en la espalda.

### Como entrenador
Después de graduarse en la Escuela Superior de entrenadores de Moscú en 1979, Fomenko ha entrenado a numerosos clubes de Ucrania. En 1989 ascendió al club de Georgia Guria Lanchkhuti a la Primera División de la Unión Soviética, con el Dynamo Kiev ganó la Liga y la Copa de Ucrania en 1993 y en 2001 llegó a la final de la Copa de Ucrania con el CSKA Kiev el mejor resultado en la historia del club.
El 26 de diciembre de 2012, Fomenko se convirtió en el nuevo director técnico de la Selección de fútbol de Ucrania como sucesor de Oleg Blokhin. Fomenko logró clasificar a Ucrania a la Eurocopa 2016 en Francia después de finalizar en el tercer lugar en el grupo de clasificación, y derrotar en el repechaje a Eslovenia por un global de 3-1. Fomenko amplió su contrato para seguir entrenando a Ucrania en la Eurocopa 2016 hasta el 30 de julio de 2016. Sin embargo, la selección ucraniana perdió los dos primeros partidos del torneo y cayó eliminada, por lo que Fomenko anunció su dimisión.

## Muerte
Myjaylo Fomenko murió el 29 de abril de 2024 y tuvo un diagnóstico de cáncer.

## Palmarés

### Como jugador
- Finalista de la Eurocopa 1972 con la Selección de fútbol de la Unión Soviética
- medalla de bronce en los Juegos Olímpicos de 1976 con el equipo de la URSS
- Ganador de la Copa de Campeones de Copa en 1975 con el Dynamo Kiev
- Ganador de la Supercopa de Europa 1975 con el Dynamo Kiev
- Ganador del Campeonato de la URSS en 1974, 1975 y 1977 con el Dynamo Kiev
- Ganador de la Copa de la URSS en 1974 y 1978 con el Dynamo Kiev

### Como entrenador
- Ganador del campeonato de Ucrania en 1993 con el Dynamo Kiev
- Ganador de la Copa de Ucrania en 1993 con el Dynamo Kiev
- Finalista de la Copa de Ucrania en 2001 con el CSKA Kiev